# 加拿大皇家地理學會
加拿大皇家地理學會（英語：The Royal Canadian Geographical Society，簡稱RCGS）是加拿大的一個非營利教育組織。

## 历史
於1929年創立，該學會贊助多項加拿大國內的地理教育活動、演講系列、科學研究和探險計劃。加拿大皇家地理學會負責頒發緬西獎章、Gold Medal、Camsell Medal、Geographic Literacy Award和Canadian Award for Environmental Innovation。此外，加拿大皇家地理學會也在1930年創刊了《Canadian Geographic》雜誌。該雜誌的法文版為《géographica》，在1997年創刊。

## 外部連結
- 加拿大皇家地理學會（页面存档备份，存于）（英文）
- Canadian Geographic雜誌（页面存档备份，存于）（英文）